# Baktiu
Die Baktiu beziehungsweise „die arbeitenden (Sterne)“ (auch Dekan-Sterne) verkörpern in der altägyptischen Mythologie und Astronomie die Dekane. Eine bestimmte Anzahl von Sternen, die in der Menge variieren konnte, ergab das Dekan-Sternbild, welches zu den „Dekan-Baktiu“ zusammengefasst wurde.

## Astronomisches Leben eines Dekansterns
Das astronomische Leben eines Dekansterns vollzog sich in sechs Phasen: Geburt – Aufstieg – Arbeit leisten – Abstieg – Tod – Regeneration/Erneuerung. Jeder der 36 Dekan-Sterne wechselte nach seinem Eintritt in die Duat seinen Status als „Dekan-Baktiu“ in den eines „Dekan-Chatiu“. Im Nutbuch wird das Leben eines Dekans beschrieben:

„Er (der Dekan) wird geboren (16. Schemu II), das heißt, dass er am Himmel aufgeht aus der Duat…Zähle vom Tag seines Untergangs (6. Peret IV) bis zum Tag seines Aufgangs, das macht 70 Tage. Das sind diejenigen, die er in der Duat verbringt […] Er bleibt (nach seinem Aufgang) 80 Tage im Osten. Er verbringt 120 Tage, indem er in der Mitte des Himmels Arbeit leistet. 10 Tage ist er in ihnen (Kulmination am 6. Peret I) […] 90 Tage verbringt er im Westen. Die Sterne verbringen die Zeit im Westen (deshalb), weil sie ihre Arbeit geleistet haben.“

## Datierung von Sirius (System des Nutbuches)
| Datierung von Sirius in Memphis (Gregorianischer Kalender) |                                                        |                                                                  |                                                                     |                                                            |
| Jahr                                                       | Heliakischer Aufgang                                   | Beginn der Arbeit (Mitte des Himmels)                            | Ankunft (Westhimmel)                                                | Akronychischer Untergang                                   |
| 2089 v. Chr.                                               | 22. Peret II 30. Juni 4:10 Uhr Aufgang Horizonthöhe 2° | 22. Schemu I 18. September 4:10 Uhr Kulmination Horizonthöhe 40° | 22. Achet I 31. Januar 18:17 Uhr erstmals sichtbar Horizonthöhe 39° | 12. Achet IV 21. April 18:49 Uhr Untergang Horizonthöhe 2° |